# Doppelbesteuerung
Doppelbesteuerung oder Mehrfachbesteuerung bezeichnet die Situation, in der ein Steuerobjekt bei demselben Steuersubjekt innerhalb eines identischen Zeitraums bei einem Steuerregime (Doppelbesteuerung auf nationaler Ebene) oder bei mehr als einem Steuerregime (Doppelbesteuerung auf internationaler Ebene) einer gleichartigen Besteuerung unterliegt. In den meisten Fällen ergibt sich Doppelbesteuerung dadurch, dass Steuerregime im Rahmen des Souveränitätsprinzips zugleich auf das Universalitätsprinzip und auf das Belegenheitsprinzip zurückgreifen (siehe Beispiele unten). Doppelbesteuerung bedeutet eine erhebliche Einschränkung der allgemeinen Freizügigkeit – insbesondere der Kapitalverkehrsfreiheit und der Niederlassungsfreiheit – und sollte daher idealerweise vermieden werden.
Im Unterschied dazu steht die Doppelbelastung, bei welcher eine Situation mehrfach verschiedenartigen Besteuerungen unterliegt. In der schweizerischen Wirtschaftslehre wird die Doppelbelastung gelegentlich auch als Doppelbesteuerung bezeichnet.

## Nationale und internationale Doppelbesteuerung
Nationale Doppelbesteuerung kann sich in föderativen Staaten ergeben, in denen die Länder und Gemeinden Steuern erheben, die gleichartig zu bereits bestehenden Bundessteuern sind. Relevant sind Fragen der Doppelbesteuerung aber vor allem auf internationaler Ebene. Sie entstehen regelmäßig insbesondere im Bereich der Einkommen- und Körperschaftsteuer durch eine Überschneidung nationaler Steueransprüche, wenn die Steuergesetze zweier Staaten gleichzeitig sowohl am Wohnsitz (unbeschränkte Steuerpflicht) als auch am Ort der Herkunft eines Einkommens oder der Belegenheit eines Vermögens (beschränkte Steuerpflicht) anknüpfen.

## Begriff der Doppelbesteuerung

### Juristische Doppelbesteuerung
Juristische Doppelbesteuerung (oder auch: rechtliche Doppelbesteuerung) bezeichnet die Situation, in der dasselbe Steuerobjekt bei demselben juristischen Steuersubjekt innerhalb eines identischen Zeitraums bei einem Steuerregime oder bei mehr als einem Steuerregime einer gleichartigen Steuer unterworfen wird.
Beispiel: Eine natürliche Person (Steuersubjekt) mit Wohnsitz und gewöhnlichem Aufenthalt auf dem Gebiet des Steuerregimes A besitzt ein Haus auf dem Gebiet des Steuerregimes B, aus dem sie regelmäßig Einkünfte aus Vermietung (Steuerobjekt) erzielt. In Regime B ist die natürliche Person aufgrund des dort gelegenen Mietshauses beschränkt steuerpflichtig (Regime B beruft sich auf das Souveränitätsprinzip und konkretisiert es in Form des Belegenheitsprinzips). Regime B wird insofern die auf seinem Gebiet gelegenen Einkünfte der natürlichen Person (Einkünfte aus Vermietung) besteuern. In Steuerregime A ist die natürliche Person allerdings zugleich aufgrund der Merkmale Wohnsitz und gewöhnlicher Aufenthalt unbeschränkt steuerpflichtig (Regime A beruft sich ebenfalls auf das Souveränitätsprinzip, konkretisiert es aber in Form des Universalitätsprinzips). Steuerregime A wird daher die gesamten Einkünfte der natürlichen Person – das sogenannte Welteinkommen – besteuern, also auch den Teil, der als Einkünfte aus Vermietung bereits in Steuerregime B besteuert wurde.

### Wirtschaftliche Doppelbesteuerung
Wirtschaftliche Doppelbesteuerung bezeichnet die Situation, in der dasselbe Steuerobjekt bei demselben wirtschaftlichen Steuersubjekt innerhalb eines identischen Zeitraums bei einem Steuerregime oder bei mehr als einem Steuerregime einer gleichartigen Steuer unterworfen wird. Im Fall der wirtschaftlichen Doppelbesteuerung wird also die juristische Subjektidentität (Gleichheit der Rechtspersonen) auf die wirtschaftliche Subjektidentität erweitert.
Beispiel: Eine Kapitalgesellschaft mit satzungsmäßigem Sitz und Geschäftsleitung auf dem Gebiet des Steuerregimes A gründet eine Tochterkapitalgesellschaft mit satzungsmäßigem Sitz und Geschäftsführung auf dem Gebiet des Steuerregimes B. Die Tochtergesellschaft ist in Regime B aufgrund der Merkmale Sitz und Geschäftsleitung unbeschränkt steuerpflichtig, muss also erwirtschaftete Gewinne zunächst dort besteuern. Die Muttergesellschaft ist in Regime A aufgrund der Merkmale Sitz und Geschäftsleitung unbeschränkt steuerpflichtig, muss also ihrerseits erwirtschaftete Gewinne in Regime A besteuern. Sofern die Tochtergesellschaft in Regime B ihre Nachsteuergewinne an die Muttergesellschaft in Regime A ausschüttet, sind die bereits in Regime B besteuerten Gewinne der Tochter abermals Teil eines zu versteuernden Einkommens (nämlich des in Steuerregime A zu versteuernden Einkommens der Mutter).

## Maßnahmen zur Reduktion der Doppelbesteuerung
Ergibt sich eine Doppelbesteuerung, werden üblicherweise Maßnahmen zur Reduktion ergriffen.
- Unilaterale Maßnahmen: Doppelbesteuerung wird vermieden oder vermindert, indem ein Steuerregime einseitig auf Besteuerungsansprüche verzichtet.

- Bilaterale Maßnahmen: Doppelbesteuerung wird vermieden oder vermindert, indem zwei Steuerregime Verhandlungen führen und Abkommen beschließen. International werden dazu von zahlreichen Staaten dazu die sogenannten Doppelbesteuerungsabkommen auf Grundlage des OECD-Musterabkommens beschlossen. Die zuletzt innerhalb der Europäischen Union gemäß Art. 293 2.Spiegelstrich EGV (i. d. F. des Vertrages von Nizza) bestehende Verpflichtung der Mitgliedstaaten, im Fall einer Doppelbesteuerung untereinander Verhandlungen einzuleiten, um zugunsten ihrer Staatsangehörigen die Beseitigung der Doppelbesteuerung sicherzustellen, wurde mit Wirkung ab dem 1. Dezember 2009 durch den Vertrag von Lissabon ersatzlos aufgehoben.[3]

- Multilaterale Maßnahmen: Ein Beispiel für multinationale Maßnahmen zur Reduktion der Doppelbesteuerung ist beispielsweise das Abkommen zwischen den nordischen Staaten Dänemark, Finnland, Island, Norwegen und Schweden aus dem Jahr 1983 (revidiert im Jahr 1996)[4] oder das Abkommen der UNESCO zur Vermeidung von Doppelbesteuerung bei Literatururheberrechten von 1979.[5] Für die Besteuerung der Einkünfte von NATO-Soldaten und deren Angehörigen gibt es im NATO-Truppenstatut ausführliche Regelungen.

Eine völkerrechtliche oder (im Verhältnis der Mitgliedstaaten der Europäischen Union untereinander) europarechtliche allgemeine Verpflichtung zur Beseitigung der Doppelbesteuerung besteht jedoch nicht.

## Methoden zur Reduktion der Doppelbesteuerung
Im Rahmen der beschriebenen unilateralen, bilateralen und multilateralen Maßnahmen können mehrere Methoden angewandt werden. Damit wird die Doppelbesteuerung allerdings nicht immer vollständig vermieden. Sehr häufig wird sie stattdessen nur auf ein bestimmtes Maß reduziert.
- Freistellungsmethode
- Anrechnungsmethode
- Abzugsmethode

## Situation in der Schweiz
In der Schweiz ist gem. Art. 127 Abs. 3 der Bundesverfassung die interkantonale Doppelbesteuerung untersagt. Nicht geschützt werden treuwidrig handelnde Personen, die eine durch bewusste Falschdeklaration der Steuerpflicht selbstverschuldete Doppelbesteuerung hinzunehmen haben.

## Trivia
Vor Abschluss von Doppelbesteuerungsabkommen mussten etliche Prominente, die ihr Einkommen im Ausland verdienten (beispielsweise Udo Jürgens, Herbert von Karajan oder Niki Lauda), in 2 Staaten (Einkommens-)Steuer zahlen, dies vertrieb sie mitunter in Steuerparadiese.